# 6.25 전쟁 기념물 목록
다음은 6.25 전쟁 기념물(한국 전쟁 기념물) 목록이다.

## 오스트레일리아
- 오스트레일리아 국립 전쟁기념관 한국전 참전비

## 조선민주주의인민공화국
- 조선민주주의인민공화국 평화박물관 - 판문점

## 대한민국
- 국립대전현충원
- 파주 영국군 설마리전투비
- 임진각국민관광지
- 국립서울현충원
- 재한유엔기념공원
- 전쟁기념관 (대한민국)

## 영국
- 한국전 참전 용사 기념비
- 카모로스 한국 전쟁 메모리얼, 괌